# Sidney Sam
Sidney Sam (Kiel, NSZK, 1988. január 31. –) német labdarúgó. Jelenleg a német Bundesliga 2-ben szereplő VfL Bochum, és a német válogatott játékosa.

## Klub karrierje

### Ifjúsági csapatok
Az apai ágon nigériai felmenőkkel rendelkező Sam fiatalkora óta futballozik. 14 éves koráig kisebb kieli csapatokban játszott, majd 2002-ben tagja lett szülővárosa első számú klubjának, a Holstein Kiel utánpótláscsapatának. 2004-ben a patinás Hamburg játékosmegfigyelői fedezték fel a tehetséges bal szélsőt, és leigazolták korosztályos csapatukhoz. Két évvel később, 18 évesen bemutatkozhatott a Hamburg második csapatában (a Regionalliga Nordban). A Wattenscheid 09 elleni bajnokin a 83. percben csereként lépett pályára és a 90. percben gólt is szerzett. A következő idényben rendre a padról állt be, majd a tavaszi szezon elejétől a kezdőcsapatban kapott helyet. A május 10-i, Osnabrück elleni mérkőzésen két gólt is szerzett.

### Hamburger SV
Remek teljesítménye folytán a 2007/08-as idényt a Hamburg első számú csapatának kerettagjaként kezdte. Bundesliga debütálására a 10. játéknapon került sor, a Stuttgart ellen kapott 13 percet. A szezon során összesen négy alkalommal léphetett pályára a nagycsapat mezében, általában a második csapatnál játszott. Sam az UEFA-kupában is bemutatkozhatott, későbbi klubja, a Bayer Leverkusen elleni - nyolcaddöntős - párharc első mérkőzésén cserélték be. (Végül a Leverkusen jutott tovább idegenben lőtt több góllal.)

### 1. FC Kaiserslautern
2008 augusztusában a Hamburg kölcsönadta a másodosztályú Kaiserslauternnek. A második játéknapon, a Nürnberg ellen debütált, majd igen hamar kivívta a kezdőcsapatba kerülést. Első szezonjában 4 gólt és 7 gólpasszt jegyzett. A Hamburg továbbra sem tartott rá igényt, így még egy évre elengedték a 'Lauternhez. Sam a 2009/10-es idényben végig kiválóan játszott, 10 góllal és 7 gólpasszal segítette hozzá a csapatot a Bundesliga 2 bajnoki címéhez. Ezenfelül az Alemannia Aachen ellen megszerezte első mesterhármasát. További érdekesség, hogy a Német Kupa második körében gólt szerzett majdani klubja, a Leverkusen ellen. (A meccset a Lautern nyerte 2:1 arányban.)

### Bayer Leverkusen
A villámgyors szélsőt sokáig figyelő Leverkusen végül 2010 nyarán megvásárolta Samet a Hamburgtól. (Az átigazolási díj 2 millió euró volt.) Sam rendre a kezdőcsapatban kapott helyet, amit több góllal és gólpasszal hálált meg. 2010 novemberében kétszer is eredményes volt korábbi klubja, a 'Lautern ellen. A második találata olyan rendkívüli volt, hogy megválasztották a hónap góljának (Tor des Monats). Egy szöglet után kifejelt labdát lőtt kapásból, a 16-os sarkáról a jobb felső sarokba. Az UEFA-kupa örököseként létrehozott Európa-ligában a Tavriya Simferopol ellen debütált. Első gólját a Rosenborg elleni idegenbeli csoportmeccsen szerezte - az ő találata döntött. Két hónappal később az ukrán Metalisztnak két gólt lőtt két percen belül. Egy évvel később a Bajnokok-ligájában is bemutatkozhatott, nem kisebb ellenfél, mint a Chelsea ellen. A csoportkör összes meccsén játszott, a Valencia ellen gyönyörű - győztes - gólt szerzett. 2012. február 4-én, egy Stuttgart elleni bajnokin izomszakadást szenvedett, ezért a szezon hátralevő részét ki kellett hagynia. A 2012/13-as idény elején sorozatos izomproblémái miatt csak ritkán jutott szóhoz, később Schürrlével és Castróval kellett megküzdenie a szélső posztokért. Három fordulóval a bajnokság befejezése előtt a frusztrált Sam elvette a tizenegyeslövés jogát a gólkirályi címért versengő Kießlingtől és ki is hagyta a büntetőt. A Hyypiä-Lewandowski edzőpáros szinte abban a percben lehozta a pályáról és kirakta a következő fordulóra készülő keretből.
Sam végül az utolsó fordulóban jóvá tette hibáját: a Hamburg elleni mérkőzés utolsó percében gólpasszt adott Kießlingnek, és ezzel gólkirályi címhez segítette.

2013 nyarán Schürrle távozott a csapattól, így Sam újból a kezdőcsapatba került, amit remek teljesítménnyel hálát meg. A 2013/14-es idény első 9 mérkőzésén 7 gólt szerzett és 4 gólpasszt adott. Emellett eredményes volt a Német kupában és a Bajnokok ligájában is. Azonban november végén egy Hertha elleni bajnoki negyedik percében megsérült és az őszi szezon hátralévő részét ki kellett hagynia. A téli szünet során meglepetésre nem hosszabbított klubjával, hanem szerződése egy záradékát kihasználva mindössze 2,5 millió euró átigazolási díjért cserébe (Sam értéke 10 millió euró körül mozgott) aláírt a rivális Schalke 04 csapatához. A tavaszi szezon során a körülötte kialakult fagyos hangulat és visszatérő izomproblémái hatására igen gyenge játékot mutatott. Márciusban ismét betegállományba került, ezután csak az idény utolsó két bajnokiján jutott szerephez.

### Schalke 04
2014 nyarától a Schalke 04 játékosa.

## Válogatottság
Sam játszott Németország U19-es, U20-as és U21-es válogatottjaiban is. Tagja volt a 2007-es Eb-n elődöntőig jutó német U19-es csapatnak.

2013 májusában Sam tárgyalásokat folytatott a nigériai válogatottal, hiszen származása miatt lehetősége volt a Szupersasoknál játszani. Ám ekkor Joachim Löw, a német válogatott kapitánya meghívta az USA-ba utazó keretbe. Sam a német válogatottság mellett döntött és 2013. május 29-én Ecuador ellen bemutatkozhatott a felnőtt válogatottban. Első két mérkőzésén két gólpasszt is adott, egyiket éppen Leverkusenes csapattársának, Lars Bendernek.